# Görög költők, írók listája
Ez a lista az újgörög nyelven alkotó görög irodalom képviselőit tartalmazza névsorban és évszámmal ellátva. Nem tartalmazza az antik görög irodalom képviselőit (lásd: Görög irodalom):

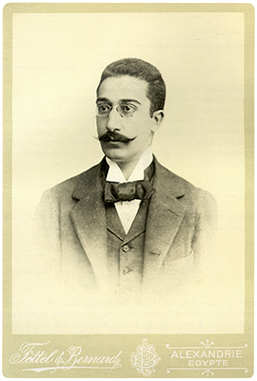
Konsztandínosz Kaváfisz

| Ábécé szerinti tartalomjegyzék                      |
| --------------------------------------------------- |
| A B C D E F G H I J K L M N O P Q R S T U V W X Y Z |

## A
- Manólisz Anagnosztákisz (1925–2005)

## C
- Níkosz Cifórosz (1909–1970)

## D
- Políviosz Dimitrakópulosz (1864–1922)
- Dínosz Dimópulosz (1921–2003)
- Kikí Dimulá (1931–2020)
- Apósztolosz Doxiádisz (1953–)
- Jórgosz Dzavélasz (1916–1976)

## E
- Odiszéasz Elítisz (1911–1996), irodalmi Nobel-díj (1979)

## F
- Árisz Fakínosz (1935–)

## G
- Joánisz Gripárisz (1872–1950)

## K
- Evanthía Kaíri (1799–1861)
- Andréasz Kálvosz (1792–1869)
- Jákovosz Kambanélisz (1922–2011)
- Kósztasz Kariotákisz (1896–1928)
- Níkosz Kavadíasz (1910–1975)
- Konsztandínosz Kaváfisz (1863–1933)
- Níkosz Kazandzákisz (1883–1957)
- Dimítrisz P. Kraniótisz (1966–),
- Jánisz Kúrosz (1956–),

## L
- Orésztisz Lászkosz (1907–1992)
- Dimítrisz Liákosz (1966–)

## P
- Kosztísz Palamász (1859–1943)
- Aléxandrosz Papadiamándisz (1851–1911)

## R
- Jánisz Rícosz (1909–1990)

## Sz
- Jórgosz Szeférisz (1900–1971), irodalmi Nobel-díj (1963)
- Ángelosz Szikelianósz (1884–1951)
- Dionísziosz Szolomósz (1798–1857), a görög nemzeti himnusz alkotója
- Didó Szotiríu (1909–2004)

## T
- Jórgosz Theotokász (1906–1966)

## U
- Kósztasz Uránisz (1890–1953)

## V
- Jeórjiosz Vafópulosz (1903–1996)
- Anthúla Vafopúlu-Sztathopúlu (1908–1935)
- Kósztasz Várnalisz (1884–1976)
- Vaszílisz Vaszilikósz (1934–)
- Emíliosz Veákisz (1884–1951)
- Dimítriosz Vernardákisz (1833–1907)
- Jeórjiosz Viziinósz (1849–1896)
- Nikifórosz Vretákosz (1912–1991)

## X
- Jánisz Xanthúlisz (1947–)
- Grigóriosz Xenópulosz (1867–1951)